# Pongtiku Airport
Pongtiku Airport (indonesiska: Lapangan Terbang Pongtiku) är en flygplats i Indonesien.   Den ligger i provinsen Sulawesi Selatan, i den centrala delen av landet, 1 500 km öster om huvudstaden Jakarta. Pongtiku Airport ligger 880 meter över havet.
Terrängen runt Pongtiku Airport är kuperad.Runt Pongtiku Airport är det tätbefolkat, med 286 invånare per kvadratkilometer. Närmaste större samhälle är Rantepao, 11,8 km nordost om Pongtiku Airport. Trakten runt Pongtiku Airport består huvudsakligen av våtmarker.